# 島田修 (実業家)
島田 修（しまだ おさむ、1958年 - ）は、日本の経営者。

## 経歴
東京都出身。1980年に東京大学経済学部を卒業し、同年日本国有鉄道に入社した。北海道旅客鉄道で取締役、常務などを歴任し、専務時代には当時の中島尚俊社長の右腕として最大組合である北海道旅客鉄道労働組合（JR北海道労組）との労使協調路線を改めるべく、労政改革を推進し一定の成果を上げた。しかし、これが原因でJR北海道労組の反発を受け、反対に2011年に発覚した三六協定違反問題を追及されて中島社長は自殺に追い込まれ、島田自身も責任を負って2012年、JR北海道ホテルズの社長就任という形で左遷されている。
その後、生前の中島社長と親交があり、かつJR北海道の労使問題では会社側に肩入れしている菅義偉官房長官（当時）以下官邸の意向により野島誠社長が更迭されると、専務時代の労政改革の実績を見込まれて2014年6月、社長に起用された。2022年6月まで社長を務め、2022年6月からは会長に就任している。